# 塞尔吉奥·法里亚斯
塞尔吉奥·法里亚斯（Sérgio Farias，1967年6月9日—）是一名巴西足球教练。

## 生平
法里亚斯在1993年便开始了执教生涯，早期除1994年在利比亚执教外，其余时间都执教巴西国内的球队，其中曾经执教巴西U-17和巴西U-20国家足球队。2004年，法里亚斯率领巴巴朗斯联合获得2004赛季巴西足球丙级联赛冠军。
2005年，法里亚斯来到亚洲，执教K联赛老牌劲旅浦项制铁。在浦项制铁的四年中，他先后获得了2007赛季K联赛冠军、2008赛季韩国足协杯冠军、2009赛季韩国联赛杯冠军以及2009年亚足联冠军联赛。2010年，法里亚斯被沙特阿拉伯球队阿尔-阿赫利相中，提前终止和浦项制铁的合同，与该球队签约一年半，年薪高达250万美元，但由于成绩不佳被解约。之后他又转投阿联酋球队阿尔-瓦斯尔，但在2011年3月也因战绩不佳提前离开球队。
2011年11月22日，法里亚斯和中国足球超级联赛升班马广州富力签约两年，並于2012年1月开始正式执教球队。在他的执教下，广州富力在2012赛季初连续占据联赛榜首的位置，之后也一直位居联赛前列，但最后阶段成绩下滑，最终仅获得联赛第七名。2013赛季，成绩位列积分榜后游，法利亚斯的职位岌岌可危。2013年5月19日，在广州富力客场不敌贵州人和比赛第二天，广州富力官方宣布解除法里亚斯主教练的职务。

## 荣誉

### 球队
- 南美洲U17足球锦标赛：2001
- 巴西足球丙级联赛：2004
- K联赛：2007
- 韩国足协杯：2008
- 韩国联赛杯：2009
- 亚足联冠军联赛：2009

### 个人
- K联赛最佳教练：2007